# V (sèrie de televisió de 2009)
V, titulada en català Els visitants, és una sèrie de televisió estatunidenca de ciència-ficció que es va estrenar a la cadena ABC el 3 de novembre de 2009. Es tracta d'una versió actual de la minisèrie V emesa entre 1984 i 1985 i creada per Kenneth Johnson. La nova sèrie narra l'arribada a la Terra d'una espècie alienígena tecnològicament avançada que aparentment arriba en pau, però que en realitat té motius sinistres. Els productors executius són Scott Peters (creador d'Els 4400), Jace Hall, Steve Pearlman i Jeffrey Bell.
Els quatre primers episodis de V es van emetre el novembre de 2009 i la segona part a partir de març de 2010 als Estats Units.[1]
La sèrie ha estat doblada al català i emesa per Televisió de Catalunya. La primera temporada de la sèrie fou emesa per primera vegada per TV3 l'any 2010, i la segona temporada va ser emesa l'any 2011 pel canal 3XL.

## Argument

### Primera temporada
Unes naus espacials gegantines apareixen sobre les grans ciutats del món i l'Anna, l'atractiva i carismàtica líder dels visitants extraterrestres, proclama que venen en to de pau. Mentre un petit nombre d'humans comença a dubtar de la sinceritat dels aparentment benvolents Visitants, l'agent Erica Evans de la unitat antiterrorista de l'FBI descobreix que els alienígenes en realitat són rèptils i han estat, durant anys, infiltrant-se en la societat, tant en governs, com en la medicina o empreses de negocis i ara estan en l'última etapa del seu pla per apoderar-se del planeta.

### Segona temporada
El 4 de gener de 2011 es va estrenar la segona temporada de la sèrie. En el segon episodi es va poder veure la nova incorporació estel·lar: Jane Badler-Diana a la sèrie V dels anys 80-, qui interpreta a Diana, la mare de l'Anna.

## Repartiment
- Elizabeth Mitchell com a Erica Evans, agent de l'FBI.[6]
- Morris Chestnut com a Ryan Nichols, un visitant que viu amb els
- Joel Gretsch com el pare Jack Landry, capellà catòlic
- Logan Huffman com a Tyler Evans, fill d'Erica Evans
- Lourdes Benedicto com a Valerie Stevens, nòvia de Ryan
- Laura Vandervoort com a Lisa, filla de l'Anna
- Charles Mesure com a Kyle Hobbes, un mercenari
- Morena Baccarin com a Anna, la líder dels visitants.[7]
- Scott Wolf com a Chad Decker, un reporter de televisió